# Novilio Bruschini
Novilio Bruschini (Grosseto, 15 aprile 1947) è un ex calciatore italiano, di ruolo difensore.

## Carriera
Ha giocato in Serie A con le maglie di Torino e Foggia, generalmente nel ruolo di stopper.
Nella stagione 1978-1979 giocò col Novara, in Serie C1.